# Paul Olaf Bodding

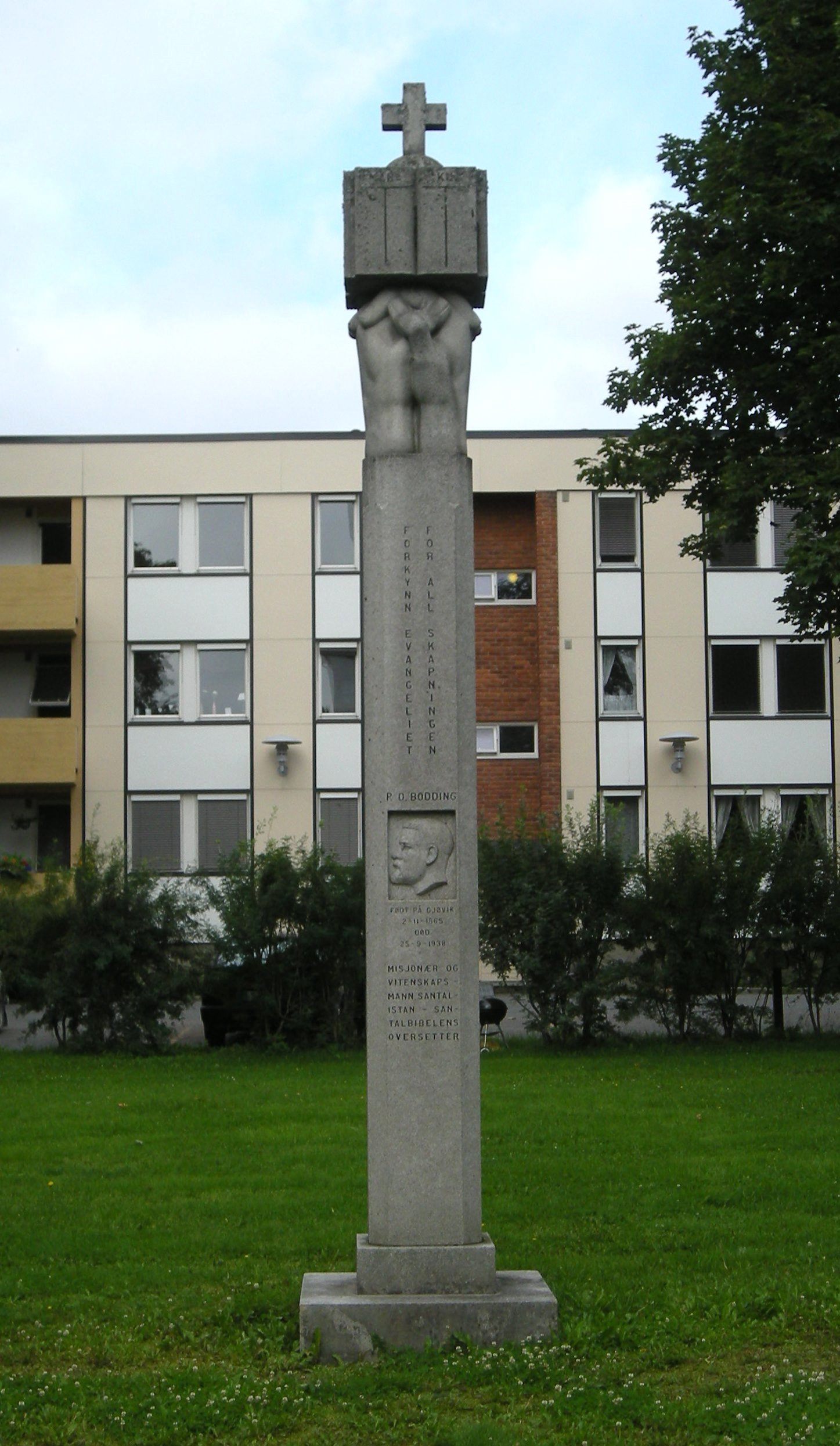
Monument övfer Paul Olaf Bodding vid Gjøvik kyrka

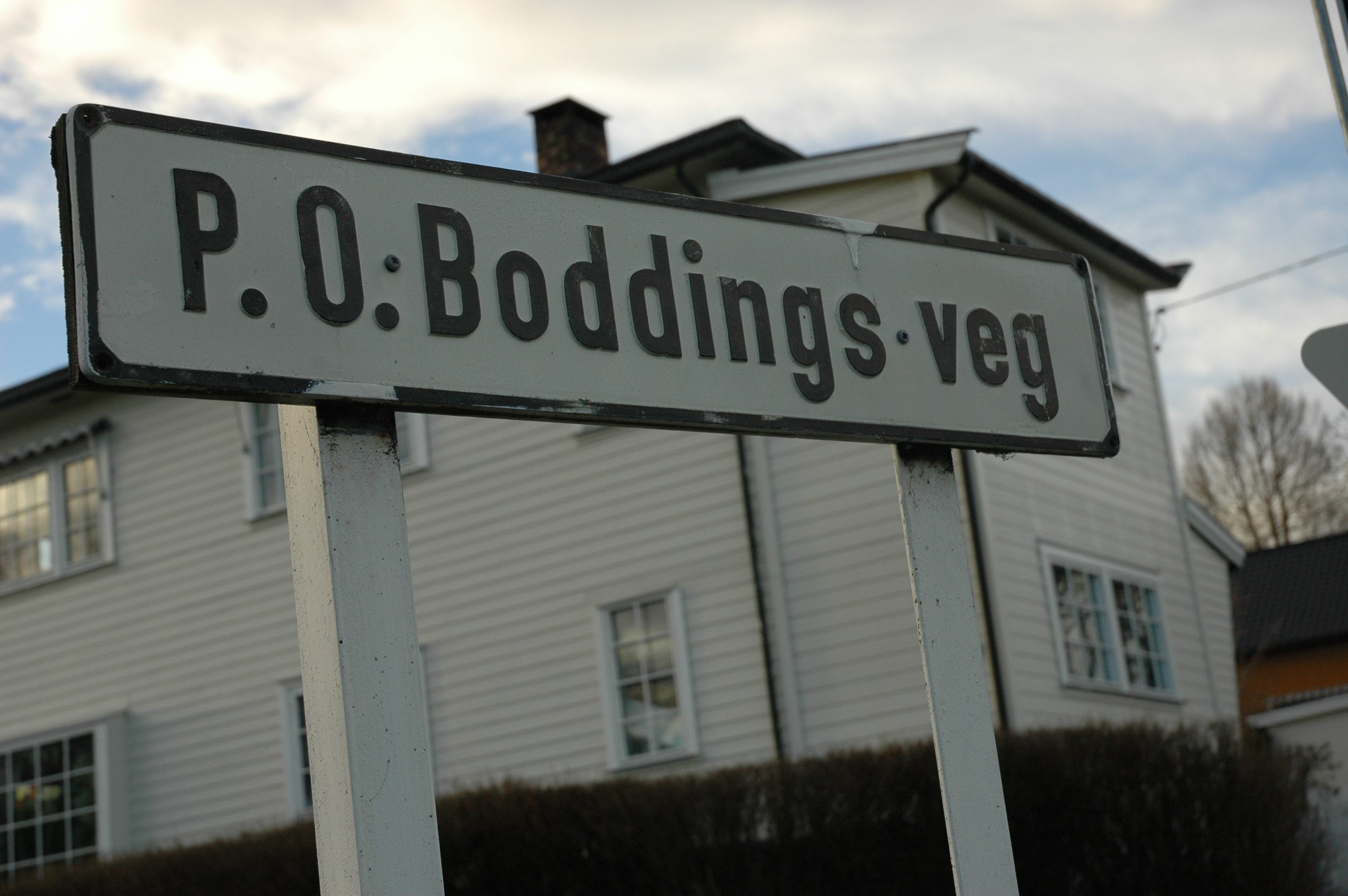
Paul Olaf Boddings veg i Sørbyen, Gjøvik.

Paul Olaf Bodding, född 2 november 1865 i Gjøvik, Norge, död 25 september 1938 i Odense, Danmark, var en norsk missionär. 
Bodding var först bokhandlare som sin far, men bytte sedan bana. Han verkade i Indien mellan 1889 och 1933, mestadels i staden Dumka i Jharkhanddistriktet. Han inträdde 1890 i Santalmissionens tjänst och var senare denna missions preses. Han fortsatte den av Lars Olsen Skrefsrud påbörjade översättningen av Bibeln till santali och fullbordade arbetet 1914. Han gjorde sig även ett namn som etnograf och vann anseende som missionsledare.
Bodding var gift tre gånger. Han ligger begravd på Assistens Kirkegård i Odense, men en byst över honom finns i födelsestaden.